# Пођо Берни
Пођо Берни (итал. Poggio Berni) је насеље у Италији у округу Римини, региону Емилија-Ромања.
Према процени из 2011. у насељу је живело 155 становника. Насеље се налази на надморској висини од 151 м.

## Становништво
Према резултатима пописа становништва 2011. у општини је живело 3.365 становника.
| 1931. | 1936. | 1951. | 1961. | 1971. | 1981. | 1991. | 2001. | 2011. |
| ----- | ----- | ----- | ----- | ----- | ----- | ----- | ----- | ----- |
| 2.126 | 2.205 | 2.046 | 1.921 | 1.762 | 1.980 | 2.520 | 2.907 | 3.365 |